# Minzy
Đây là một tên người Triều Tiên, họ là Gong.
Gong Min-ji (tiếng Hàn: 공민지; sinh ngày 18 tháng 1 năm 1994), thường được biết đến với nghệ danh Minzy, là một nữ ca sĩ người Hàn Quốc, cựu thành viên của nhóm nhạc nữ 2NE1.

## Tiểu sử
Minzy là cháu gái của vũ sư múa dân gian nổi tiếng Gong Ok-jin. Cô tham gia nhiều cuộc thi khiêu vũ và giành nhiều giải thưởng khác nhau. Một đoạn video về cô ấy tại một cuộc thi khiêu vũ ở Gwangju đã được tải lên Internet, trở nên lan truyền với nhiều người gửi lời khen ngợi cho khả năng nhảy của cô ấy. Video này sau đó được tải lên trang chủ của YG, CEO Yang Hyun-suk đã liên lạc và tuyển dụng cô ấy để gia nhập YG khi cô ấy chỉ học lớp 6.

## Sự nghiệp

### 2009-2016: thành viên 2NE1
YG Entertainment tuyên bố vào đầu năm 2009 rằng họ sẽ ra mắt một nhóm bốn thành viên mới đã được đào tạo bốn năm, và album đầu tay của họ sẽ chứa bài hát được sản xuất bởi 1TYM, lãnh đạo của Teddy Park và G-Dragon của Big Bang. Tên của nhóm ban đầu được công bố là "21". Tuy nhiên, do phát hiện ra một ca sĩ có cùng tên, nhóm đã được đổi tên thành "2NE1", với "NE" là từ viết tắt của "New Evolution". Minzy được đặt trong 2NE1 là vũ công chính cùng với Park Bom, Sandara Park và CL. Nhóm ra mắt single đầu tiên của họ, "Fire" vào tháng 5 năm 2009, Minzy là thành viên trẻ nhất chỉ mới 15 tuổi.
Minzy chính thức rời nhóm và công ty của nhóm, YG Entertainment, vào ngày 5 tháng 4 năm 2016. Vì điều này, cô đã không tham gia bài hát cuối cùng của 2NE1 "Goodbye", phát hành vào ngày 21 tháng 1 năm 2017.

### 2016 – hiện tại: Sự nghiệp solo
Vào ngày năm 2016, Minzy ký với CJ E & M chi nhánh của Stone Music Entertainment. Minzy hiện đang chuẩn bị cho album solo của mình và cô muốn thử các loại nhạc khác nhau và không muốn giới hạn bản thân trong một thể loại cụ thể. Music Works nói, "Chúng tôi đang tập trung vào việc sản xuất một album solo đầu tiên có thể miêu tả tất cả tài năng và tiềm năng của Gong Minzy. Chúng tôi sẽ tiếp tục chuẩn bị mà không bị truy đuổi theo thời gian".
Vào ngày 17 tháng 1 năm 2017, một đại diện của KBS đã tiết lộ rằng Minzy đã được xác nhận là thành viên của mùa thứ hai của Sister's Slam Dunk cùng với Kim Sook, Hong Jin-kyung, Kang Ye-won, Han Chae-young, Hong Jin -young và Jeon So-mi. Chương trình được phát sóng lần đầu tiên vào ngày 10 tháng 2, nơi Minzy được chỉ định trở thành ca sĩ chính, vũ công chính, người dạy nhảy và biên đạo múa cho thế hệ thứ hai của Unnies do nhà sản xuất và nhà soạn nhạc huyền thoại Kim Hyung Suk (cố vấn của JYP) và được bình chọn là thủ lĩnh của nhóm trong tập thứ ba. Cô ấy cũng đủ điều kiện để trở thành giáo viên rap của nhóm, nhưng do khối lượng công việc nặng nhọc của cô ấy, vai diễn đã đến với thực tập sinh mới ở LA KillerGramz. Trong tập 12, cô được đặt tên là giám đốc rap khi Kim Hyung Suk không có kiến thức rap, đặt tên Hong Jin-young là rapper duy nhất của nhóm, Jeon So-mi là người viết lời rap cho "Right?". Cũng trong tháng 2, Minzy sẽ phát hành single solo đầu tiên của cô, "I Wanted To Love" làm nhạc nền cho bộ phim truyền hình The Rebel của đài MBC.
Vào ngày 17 tháng 4, Minzy phát hành EP đầu tay solo của cô, Minzy Work 01. "Uno", cùng với ca khúc chủ đề "Ninano".
Sau khoảng thời gian dài Minzy trở lại với ca khúc All Of You Say vào ngày 30 tháng 11 năm 2018.

## Danh sách đĩa nhạc

### Phát mở rộng
| Tiêu đề              | Chi tiết album | Vị trí biểu đồ đỉnh | Vị trí biểu đồ đỉnh | Vị trí biểu đồ đỉnh | Vị trí biểu đồ đỉnh | Doanh số          |
| Tiêu đề              | Chi tiết album | KOR                 | NZHeat              | USHeat              | USWorld             | Doanh số          |
| -------------------- | --- | ------------------- | ------------------- | ------------------- | ------------------- | ----------------- |
| Minzy Work 01: "Uno" | - Ngày phát hành: 17 tháng 4 năm 2017 - Nhãn đĩa: The Music Works, Sony Music - Định dạng: CD, tải xuống kỹ thuật số | 10                  | 10                  | 21                  | 2                   | - Hàn Quốc: 3.347 |

### Single
| Tiêu đề                                                                            | Năm  | Biểu đồ đỉnh vị trí | Biểu đồ đỉnh vị trí | Bán hàng       | Album              |
| Tiêu đề                                                                            | Năm  | KOR                 | USWorld             | Bán hàng       | Album              |
| ---------------------------------------------------------------------------------- | ---- | ------------------- | ------------------- | -------------- | ------------------ |
| "Please Don't Go" (with CL)                                                        | 2009 | 6                   | —                   | —              | To Anyone          |
| "Ninano" (니나노) (featuring Flowsik)                                              | 2017 | 44                  | 18                  | - KOR: 38,531+ | Minzy Work 01: Uno |
| "All of You Say"                                                                   | 2018 | —                   | —                   | —              | Non-album singles  |
| "—" denotes releases that did not chart or were not Ngày phát hành in that region. |      |                     |                     |                |                    |

#### Nhạc phim
| Tiêu đề            | Năm  | Album                |
| ------------------ | ---- | -------------------- |
| "I Wanted to Love" | 2017 | The Rebel            |
| "Walking" (걸어가) | 2018 | Partners for Justice |